# 石井永子
石井 永子（いしい ひさこ、1929年（昭和4年）6月15日 - 2009年（平成21年）4月23日）は、日本のピアニスト。鳴門教育大学名誉教授。元徳島県教育委員会委員長。徳島西ロータリークラブ会長。
東京芸術大学音楽学部ピアノ専攻卒業。徳島県徳島市出身。妹は徳島文理大学教授である上田和子。

## 生涯
1953年（昭和28年）に東京芸術大学音楽学部ピアノ専攻を卒業。徳島県で初めて東京芸術大学を卒業した人物である。卒業後は徳島大学教育学部教授、鳴門教育大学教授を歴任。1995年（平成7年）に鳴門教育大学教授を定年退職し名誉教授となる。
1997年（平成9年）8月に徳島県教育委員会委員に就任。その後、2000年（平成12年）9月から2001年（平成13年）8月まで徳島県教育委員会委員長。2006年（平成18年）7月に徳島西ロータリークラブ会長に就任。1年間会長を務めた。また弟子には藤井睦子（藤井学園理事長）等がいる。
2009年（平成21年）4月23日、脳梗塞のため徳島市内の病院で死去。享年79歳。葬儀は徳島市寺町のイマデヤ葵会館で行われた。

## 著書
- 『鋼琴與鋼琴音樂』（井口愛子、新井千音美、1982年、全音楽譜出版社）